# Holopogon
Holopogon is een vliegengeslacht uit de familie van de roofvliegen (Asilidae).

## Soorten
- H. acropennis Martin, 1959
- H. albipilosus Curran, 1923
- H. albosetosus Schiner, 1867
- H. angustifacies Lehr, 1972
- H. appendiculatus Bigot, 1878
- H. archilestris Hull, 1960
- H. atrifrons Cole, 1924
- H. atripennis Back, 1909
- H. auribarbis (Meigen, 1820)
- H. binotatus Loew, 1870
- H. brunnipes (Meigen, 1820)
- H. bullatus Wulp, 1882
- H. caesariatus Martin, 1959
- H. claripennis (Loew in Rosenhauer, 1856)
- H. cognatus Richter, 1964
- H. cornutus Theodor, 1980
- H. crinitus Martin, 1959
- H. currani Martin, 1959
- H. chalcogaster (Dufour, 1850)
- H. dichromatopus Bezzi, 1926
- H. dimidiatus (Meigen, 1820)
- H. dolicharista Lehr, 1972
- H. dusmetii Strobl in Czerny & Strobl, 1909
- H. fisheri Martin, 1967
- H. flavotibialis Strobl in Czerny & Strobl, 1909
- H. fumipennis (Meigen, 1820)
- H. guttulus (Wiedemann, 1821)
- H. imbecillus Loew, 1871
- H. japonicus Nagatomi, 1983
- H. kirgizorum Peck, 1977
- H. kiritshenkoi Lehr, 1972
- H. kugleri Theodor, 1980
- H. melaleucus (Meigen, 1820)
- H. melas (Dufour, 1852)
- H. mica Martin, 1967

- H. mingusae Martin, 1959
- H. negrus Lehr, 1972
- H. niger (Macquart, 1838)
- H. nigrifacies Bezzi, 1900
- H. nigripennis (Meigen, 1820)
- H. nigripilosa Adisoemarto, 1967
- H. nigropilosus Theodor, 1980
- H. nitidiventris Bigot, 1878
- H. nitidus (Macquart in Lucas, 1849)
- H. oriens Martin, 1959
- H. phaeonotus Loew, 1874
- H. pilipes (Loew, 1850)
- H. priscus (Meigen, 1820)
- H. pulcher Williston, 1901
- H. pusillus (Macquart, 1838)
- H. quadrinotatus Séguy, 1953
- H. rugiventris Strobl, 1906
- H. sapphirus Martin, 1967
- H. seniculus Loew, 1866
- H. siculus (Macquart, 1834)
- H. snowi Back, 1909
- H. stellatus Martin, 1959
- H. turkmenicus Lehr, 1972
- H. ui Tomasovic, 2005
- H. umbrinus Back, 1909
- H. venustus (Rossi, 1790)
- H. violaceus Williston, 1901
- H. vockerothi Martin, 1959
- H. wilcoxi Martin, 1959